# SN 2003ke
SN 2003ke – supernowa typu IIn odkryta 23 listopada 2003 roku w galaktyce M+06-22-09. W momencie odkrycia miała maksymalną jasność 18,20m.